# Nola melanchysis
Nola melanchysis är en fjärilsart som beskrevs av George Francis Hampson 1900. Nola melanchysis ingår i släktet Nola och familjen trågspinnare. Inga underarter finns listade i Catalogue of Life.